# Chakwal (Distrikt)

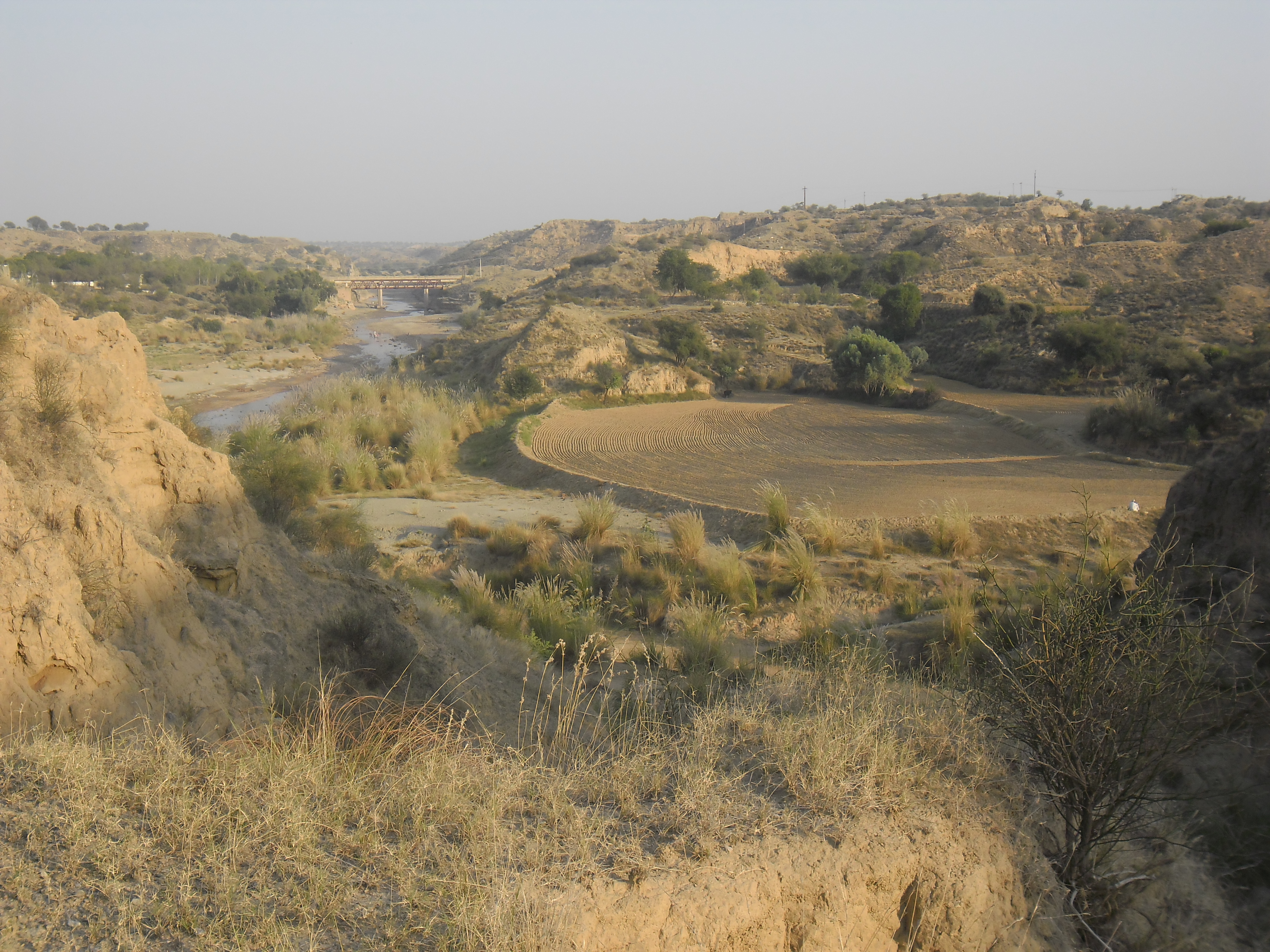
Landschaft

Der Distrikt Chakwal ist ein Verwaltungsdistrikt in Pakistan in der Provinz Punjab. Sitz der Distriktverwaltung ist die gleichnamige Stadt Chakwal.
Der Distrikt hat eine Fläche von 6524 km² und nach der Volkszählung von 2017 1.495.982 Einwohner. Die Bevölkerungsdichte beträgt 229 Einwohner/km². Im Distrikt wird zur Mehrheit die Sprache Panjabi gesprochen.

## Lage
Der Distrikt befindet sich im Norden der Provinz Punjab, die sich im Westen von Pakistan befindet.

## Verwaltungsgliederung
Der Distrikt ist administrativ in fünf Tehsil unterteilt:
- Chakwal
- Kallar Kahar
- Choa Saidan Shah
- Talagang
- Lawa

## Geschichte
Während der britischen Herrschaft war Chakwal ein Teil des Distrikts Jhelam. Nach der Volkszählung von 1891 betrug die Bevölkerungszahl 164.912 und ging bis 1901 auf 160.316 zurück. Bei der Teilung Indiens unterstützte die überwiegend muslimische Bevölkerung  die Muslimliga und Pakistanische Unabhängigkeit. Nach der Unabhängigkeit Pakistans im Jahr 1947 wanderten die Minderheit der Hindus und Sikhs nach Indien aus, während sich muslimischen Flüchtlinge aus Indien im Distrikt Chakwal niederließen.

## Demografie
Zwischen 1998 und 2017 wuchs die Bevölkerung um jährlich 1,71 %. Von der Bevölkerung leben ca. 19 % in städtischen Regionen und ca. 81 % in ländlichen Regionen. In 266.109 Haushalten leben 724.205 Männer, 771.744 Frauen und 33 Transgender, woraus sich ein Geschlechterverhältnis von 93,8 Männer pro 100 Frauen ergibt und damit einen für Pakistan seltenen Frauenüberschuss.
Die Alphabetisierungsrate in den Jahren 2014/15 bei der Bevölkerung über 10 Jahren liegt bei 74 % (Frauen: 66 %, Männer: 84 %) und liegt damit deutlich über dem Durchschnitt der Provinz Punjab von 63 %.
| Jahr | Einwohnerzahl |
| ---- | ------------- |
| 1972 | 692.802       |
| 1981 | 775.600       |
| 1998 | 1.083.725     |
| 2017 | 1.495.982     |